# Jan Jirka
Jan Jirka (né le 5 octobre 1993) est un athlète tchèque, spécialiste du sprint.

## Biographie
Le 10 juillet 2015, il porte son record du 200 m à 20 s 78 avant de remporter la médaille de bronze lors des Championnats d'Europe espoirs à Tallinn.
Le 11 mai 2019, il bat en 38 s 77, le plus ancien record national, celui du 4 x 100 m, avec ses coéquipiers Zdeněk Stromšík, Jan Veleba et Dominik Záleský, lors des Relais mondiaux 2019 à Yokohama. Le 15 juin 2019, il le bat à nouveau en 38 s 62 à Genève.
En 2021, à l'occasion des championnats nationaux, Jirka bat d'un centième le record de République tchèque du 200 m, qui était la propriété de Pavel Maslák.

### Palmarès
| Date | Compétition                   | Lieu    | Résultat | Épreuve   | Performance |
| ---- | ----------------------------- | ------- | -------- | --------- | ----------- |
| 2015 | Championnats d'Europe espoirs | Tallinn | 3e       | 200 m     | 20 s 82     |
| 2015 | Championnats d'Europe espoirs | Tallinn | 2e       | 4 × 100 m | 39 s 38     |

### Records
| Épreuve       | Temps   | Lieu   | Date           |
| ------------- | ------- | ------ | -------------- |
| 200 m         | 20 s 45 | Zlín   | 27 juin 2021   |
| 200 m (salle) | 20 s 81 | Prague | 9 février 2021 |